# Before Present

Kalibrierung eines ^{14}C-Datums, erstellt mit dem Programm Oxcal

Englisch Before Present (kurz BP) ist eine Angabe des Bezugspunktes für Altersangaben, die auf der Radiokohlenstoffdatierung beruhen. Entgegen der Wortbedeutung vor heute handelt es sich aber nicht um eine relative Angabe auf der Basis des aktuellen Zeitpunkts, sondern wurde fachsprachlich als „vor 1950“ definiert.
Die Radiokohlenstoffmethode (14C-Daten) ergibt das absolute Alter einer Probe zum Zeitpunkt der Analyse in unkalibrierten Radiokohlenstoffjahren. Aus praktischen Gründen werden die Daten auf eine definierte Basis, das Jahr 1950, umgerechnet. Weil die Kohlenstoffjahre nicht mit Kalenderjahren identisch sind, müssen sie zwingend kalibriert werden. Eine Altersangabe BP ohne weitere Angabe beschreibt unkalibrierte 14C-Daten, die kalibrierten werden fachsprachlich mit cal BP bezeichnet.
Die Wahl des Jahres 1950 erklärt sich mit der praktischen Nutzbarmachung der Radiokohlenstoffdatierung in den 1950er Jahren. Zudem wurde das natürliche Verhältnis der Kohlenstoff-Isotope in der Atmosphäre nach dieser Bezugszeit durch Kernwaffentests wesentlich verfälscht.
Nach der Jahrtausendwende entstand eine Unzufriedenheit mit dem Bezugsjahr 1950 und den daraus folgenden „krummen“ Umrechnungsfaktoren. Deshalb wird seitdem zunehmend nicht mehr BP mit Bezugsjahr 1950, sondern b2k verwendet: before 2000, also vor dem Jahr 2000 (Beispiel: die Grönland-Eiskerndaten).

## Notwendige Angaben und Umrechnungen
Die zur Altersbestimmung verwendete Radiokohlenstoffdatierung ergibt zunächst Rohdaten, die für die Angabe von Kalenderjahren in doppelter Hinsicht korrigiert werden müssen.

### Streuung
Zum einen handelt es sich um die statistische Ungenauigkeit der Methode, die immer einer Streuung unterliegt. Sie ist abhängig vom Alter der untersuchten Probe und wird als Streubreite angegeben:
unkalibriert 14C BP ± x
Diese Rohzeitangabe bedarf jedoch zum Zweck der Vergleichbarkeit v. a. mit geschichtlichen Ereignissen der Kalibrierung, da Rohzeitangabe und kalibrierte Datierung erheblich voneinander abweichen können. Zum Beispiel ergab eine Altersbestimmung von Knochen aus dem Massaker von Kilianstädten eine Rohzeitangabe von rund 8000 Jahren (BP), während der kalibrierte Wert rund 7000 Jahre (cal BP) beträgt.

### Kalibrierung
Die Radiokohlenstoffdatierung nach der Radiokarbonmethode beruht auf dem Verhältnis zwischen den Isotopen 14C und 12C des Kohlenstoffs. In der Atmosphäre entstehen unter Sonneneinstrahlung durch Neutroneneinfang ständig aus Stickstoff neue Kohlenstoffisotope mit der Massenzahl von 14, die mit einer Halbwertszeit von 5730 Jahren wieder zerfallen. Außerdem gibt es noch das stabile Isotop 13C. Alle drei Isotope werden über die Photosynthese der Pflanzen durch Stoffwechsel in allen lebenden Organismen eingebaut. Mit dem Tod des Organismus endet der Stoffwechsel und es werden insbesondere keine neuen Kohlenstoff-14 Atome mehr in den Organismus aufgenommen. Da das leicht radioaktive Isotop 14C mit seiner charakteristischen Halbwertszeit zerfällt, nimmt sein Anteil gegenüber dem stabilen Isotop 12C danach im Laufe der Zeit exponentiell ab.
Weil die Rate der 14C-Produktion in der Atmosphäre und damit das Verhältnis zwischen den Isotopen im Laufe der Jahrtausende nicht konstant ist und zudem bei Kernwaffenversuchen auch durch die Menschen künstlich geändert wurde, ergibt die Berechnung der Zerfallszeit nicht die wahren Kalenderjahre. Stattdessen muss das Ergebnis anhand einer durch andere Methoden gewonnenen Kurve des Verhältnisses zwischen den Isotopen über die Zeit korrigiert werden. Diese Korrektur heißt Kalibrierung, die so korrigierte Datierung wird fachsprachlich mit cal BP gekennzeichnet. Als Methoden für die Gewinnung der Kurven dienen insbesondere die Dendrochronologie, Untersuchungen von Eisbohrkernen und für lange geologische Zeiträume der Einschluss von Kohlenstoff in anorganische Stoffe, vor allem Gesteine.
Die zur Kalibrierung verwendeten Kurven werden von mehreren Instituten geführt und ständig verbessert. Sie sind in verschiedenen Computerprogrammen enthalten. Diese Kalibrierungssoftware, z. B. OxCal, kann deshalb sowohl untereinander als auch zwischen den verschiedenen Versionen unterschiedliche kalibrierte Zeitangaben liefern. Deshalb sollte die Kalibrierungssoftware bzw. die Kalibrierungsmethode bei der Zeitangabe genannt werden. Letztendlich liefern diese Programme dann eine vergleichbare kalendarische Zeitangabe:
kalibriert 14C BP ± x
oder
Zeitangabe ± Ungenauigkeit nach DIN ISO 8601 (und weitere Angaben)

## Zeitangaben

### ISO 8601

Abweichung kalibrierter von unkalibrierten Angaben

Datums- und Zeitangaben erfolgen nach der international verbindlichen ISO 8601. In Presseerzeugnissen und Publikationen wird oft die Angabe „v. Chr.“ bzw. „n. Chr.“ (englisch BCE bzw. CE, was als Christian Era aber auch als Common bzw. Current Era interpretiert werden kann) verwendet, um Jahresangaben vor und nach Beginn der christlichen Zeitrechnung zu unterscheiden, z. B. in Deutschland seit 1975 explizit über die DIN 1355-1 festgelegt. Daneben findet sich selten auch noch die Schreibweise „v. u. Z.“ oder ähnliche.
Sehr selten findet sich in geophysikalischen Arbeiten noch das Kürzel AP, englisch für after present (entspricht „nach 1950“).
Die Zeitangabe vor heute empfiehlt sich vor allem für solche Bereiche, in denen 1950 oder 2000 Jahre interdisziplinär keine Rolle spielen, z. B. geologische Angaben jenseits der 100.000 Jahre vor heute.
Die vereinzelt anzutreffende Verwendung von bp für unkalibrierte und BP für kalibrierte 14C-Zeitangaben entspricht nicht der allgemeinen modernen Praxis und wird heute kaum noch verwendet.

### BP in der Dendrochronologie
In der Archäologie sowie der Vor- und Frühgeschichte und der dendrochronologisch kalibrierbaren Zeitrechnung, die in Mitteleuropa derzeit bis −10.461 zurückreicht, verwendet man Datumsangaben nach DIN ISO 8601.

### BP in der Warvenchronologie
Die unterschiedliche Verwendung der Angabe „BP“ führt auch bei der Warvenchronologie zu Verwirrung, sofern sie – was in der Regel wegen Unvollständigkeit der Archive notwendig ist – mittels eines oder mehrerer 14C-datierter Bezugspunkte kalibriert wurde. Für ein richtiges Verständnis der Chronologie ist es daher sehr wichtig, die für die benutzten BP-Angaben erforderlichen umfangreichen Zusätze zu dokumentieren, nämlich sowohl unkalibriert mit Streuung und Laborkürzel als auch kalibriert mit Angabe des benutzten Programms, da die Programme in nicht geringem Maße differieren.

## Weblink
- https://c14.arch.ox.ac.uk/oxcal – eine englische Kalibrierungsseite